# Holzwirtschaft

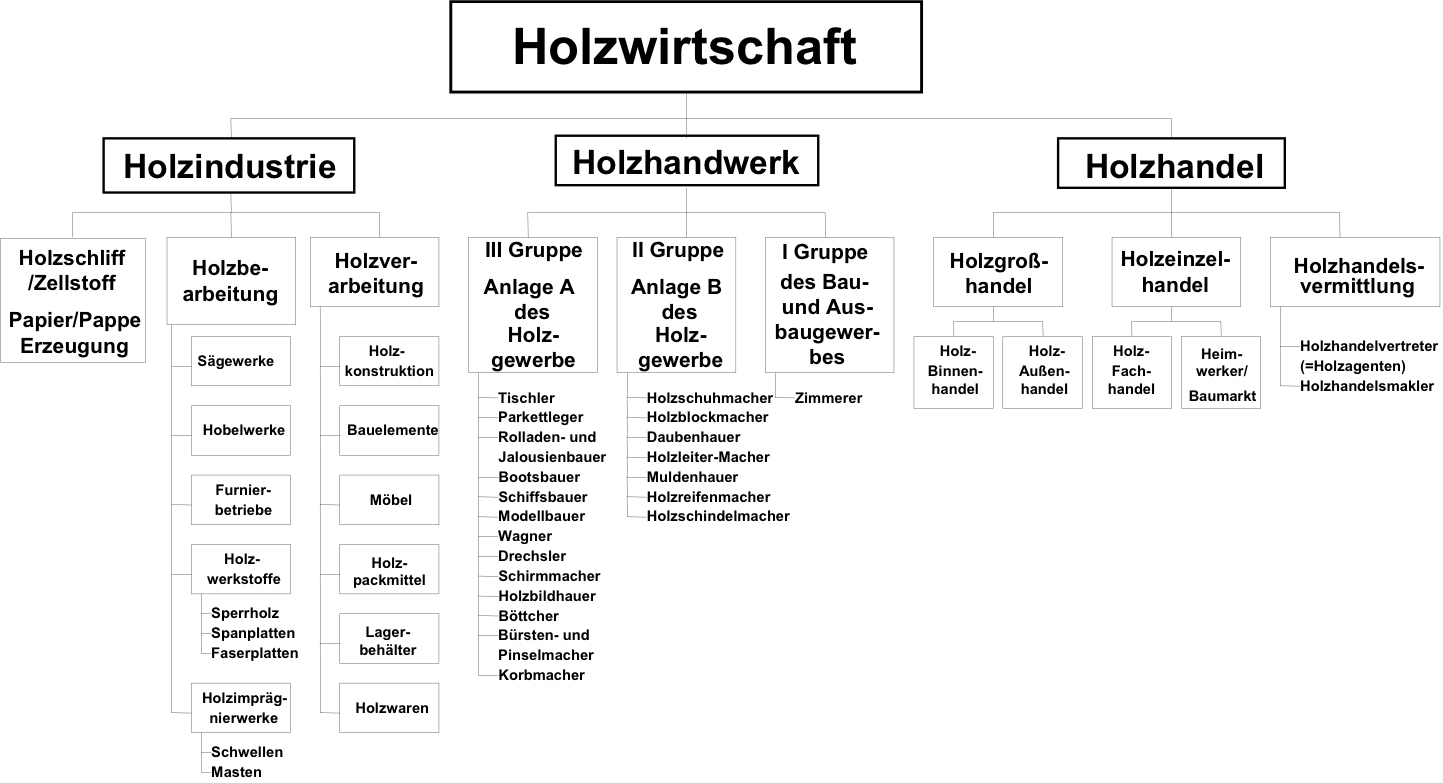
Systematik Holzwirtschaft

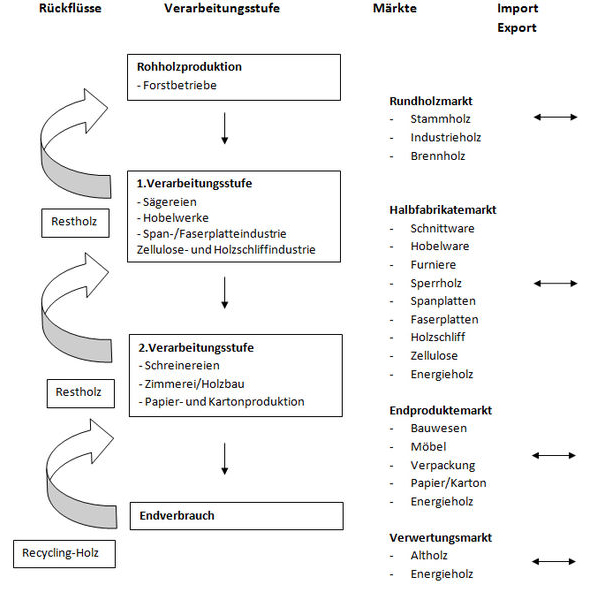
Schematische Darstellung des Holzflusses nach Verarbeitungsstufen

Die Holzwirtschaft ist die Branche, die sich mit der wirtschaftlichen Verwertung des Rohstoffes Holz befasst. Sie umfasst die Holzindustrie, das Holzhandwerk und den Holzhandel.
Die Holzwirtschaft erhält ihren Rohstoff aus der das Holz erzeugenden Forstwirtschaft, dem internationalen Holzhandel und zu einem kleinen Teil aus dem Recycling. Für die Produktion und Veredelung von Holzwerkstoffen zählt bei großen Unternehmen der Holzwerkstoffindustrie unter dem technischen und wirtschaftlichen Aspekt die Entwicklung von Maschinen- und Anlagensystemen zum Unternehmenszweck. Im Rahmen der holzverarbeitenden Prozesse fallen große Mengen an Nebenprodukten an. Diese werden als Kuppelprodukte weiter verarbeitet oder für die Gewinnung von Bioenergie genutzt (Kaskadennutzung).

## Bedeutung von Holz als Rohstoff
Mehr als ein Drittel der Landmasse der Erde ist mit Wald bedeckt. Das Leben von rund einem Viertel der Weltbevölkerung ist direkt oder indirekt vom Wald und seinen Produkten abhängig. Holz als Baustoff und Energieträger nimmt in diesem Zusammenhang eine wichtige Rolle ein. Der Druck auf die Wälder und das Holz wird durch das Bevölkerungswachstum weiter steigen.
Spätestens seit dem Ende des Kalten Krieges ist die Holzwirtschaft global geworden. Die Stoffflüsse sind deshalb komplex, weil viele Länder gleichzeitig Importeure und Exporteure sind. Die Transportkosten für Holz sind mittlerweile relativ gering, weshalb auch global damit gehandelt wird.

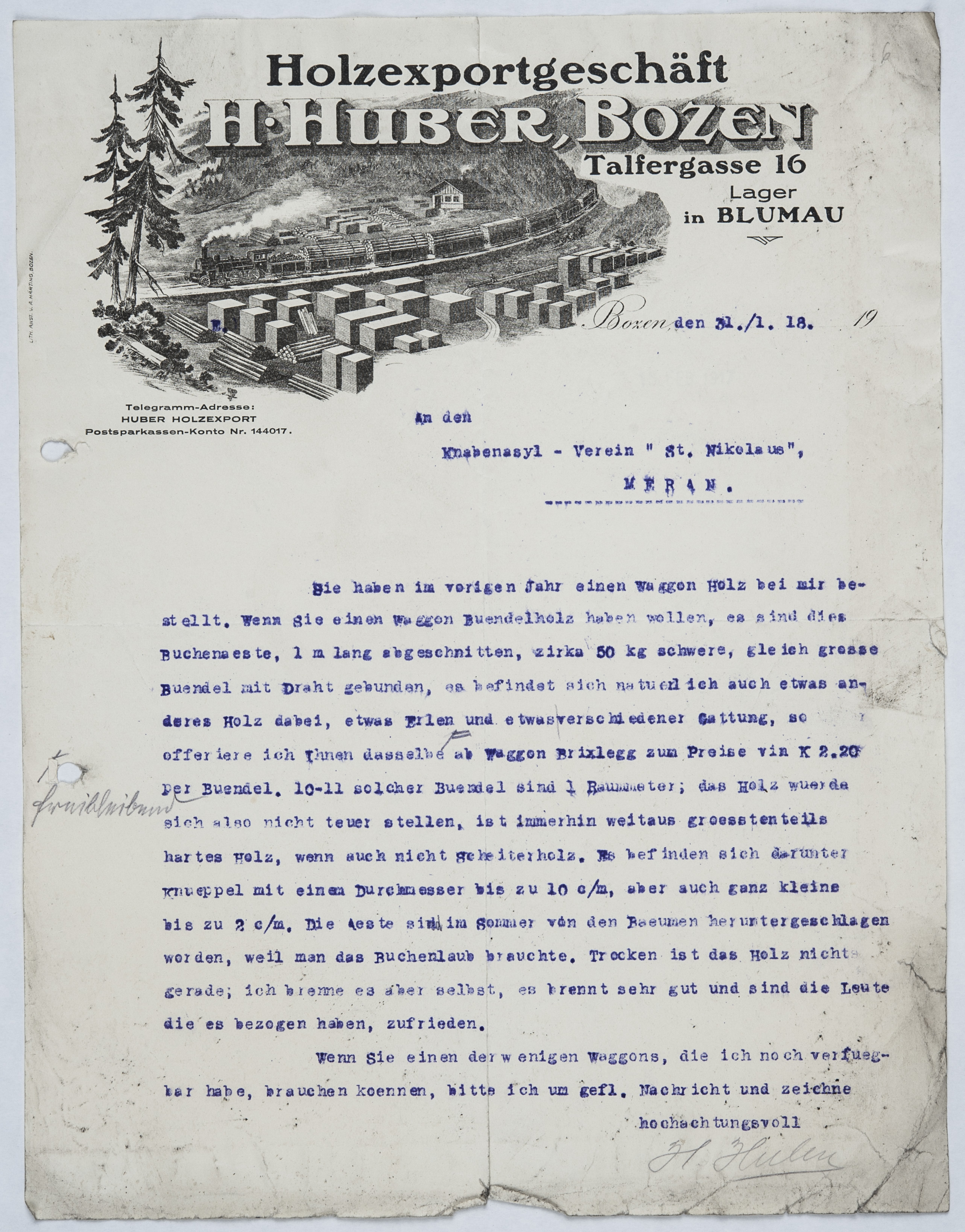
Briefkopf des Holzexportgeschäfts H. Huber in Bozen mit dem Lager in Blumau, 1918

### Holzhandel
Unter dem Sammelbegriff Holzhandel wird die wirtschaftliche Tätigkeit verstanden, Güter, die überwiegend aus dem Rohstoff Holz bestehen, zu beziehen und/oder an weiterverarbeitende Abnehmer bzw. Endkonsumenten zu vermitteln. Die Transaktionen werden mit dem Begriff Holzmarkt zusammengefasst. Zentrale Aufgabe des Holzhandels ist es, die verarbeitenden Handwerksbetriebe, Holzwerkstoffe herstellende Betriebe und Baubetriebe sowie Heimwerker mit Holz und Holzprodukten zu versorgen. Die Preisentwicklung beim Holz bestimmt sich primär durch seinen Charakter als Rohstoff sowie die technische Entwicklung in der Bearbeitung und Verwendung. Die Preise werden aufgrund der zunehmenden Nachfrage nach dem nachwachsenden Material auch global mittel- bis langfristig steigen. Global gesehen stellen die folgenden Kategorien die wichtigsten Produktsorten für den Handel dar: Rohholz, Schnittware, Restholz, Plattenhandel, Zellstoff und Papier.

#### Rohholzhandel
Seit 1985 hat der internationale Rohholzhandel um gut 40 % zugenommen. Der Nadelholzanteil liegt bei über 50 % der gesamten Rundholzexporte. Der größte Exporteur von Nadelholz ist Russland mit einem Anteil von über einem Drittel. Die wichtigsten Importländer von Nadelholz sind Japan und China, welche beide nur geringe verfügbare Holzreserven aufweisen. Tropenrundholz wird mengenmäßig am meisten von Malaysia, Gabun, Papua-Neuguinea, Indonesien und Myanmar exportiert. Zu den Hauptimporteurländern gehören wieder China und Japan sowie Indien.

#### Schnittwarenhandel
Zwischen 1985 und 2000 hat der weltweite Schnittwarenhandel um 40 % zugenommen. Dabei stammen 90 % der Schnittholzexporte aus Nordamerika und Europa. Zu den wichtigsten Importeuren gehören die USA, welche 40 % ihres Bedarfs aus Kanada bezieht. Der restliche Schnittholzhandel spielt sich hauptsächlich in Europa ab, aber auch Asien entwickelt sich zunehmend zu einem bedeutenden Importmarkt.

#### Plattenhandel
Der Handel mit aus Holz gepressten Platten hat in den 1990er Jahren mit der MDF-Platte einen Aufschwung erlebt. Deutschland und China sind die wichtigsten Exporteure von Faserplatten. Spanplatten werden hauptsächlich von Kanada und Deutschland exportiert. Große Wachstumsraten weist Asien (Indonesien, Malaysia und China) mit der Produktion von Sperrholz auf. Die USA sind der größte Holzwerkstoffimporteur.

#### Zellstoff und Holzschliffhandel
Der Welthandel nahm zwischen 1985 und 2000 um 75 % zu. Hauptexporteur sind Kanada, die USA, Schweden und Brasilien. Die wichtigsten Importländer sind die USA, Japan und Deutschland.
| Handelsarten     | Bietet eingekaufte, meist Rohholzware, zur Weiterverarbeitung an andere Handelsunternehmen, gewerbliche holzverarbeitende Betriebe, oder Großverbraucher an. |
| Holzeinzelhandel | Es handelt sich beim Holzeinzelhandel um den Vertrieb von Holzhalbwaren zur Fertigung. Einzelhandelswaren werden überwiegend an private Haushalte abgesetzt. |
| Holzaußenhandel  | Umfasst die Ein – sowie Ausfuhr von Holz aus dem Ausland. |
| Rohholzhandel    | Der Rohholzhandel liefert Waldholz an die Sägewerksindustrie, Holzwerkstoffindustrie sowie die Papier- und Zellstoffindustrie.                               |

| Rohwaren    | Stammholz, Industrieholz, Sägenebenprodukte, Altpapier, Altholz-/Rohholzhandel                                                       |
| Halbwaren   | Furnier, Sperrholz, Schnittholz, Span, -Faserplatten, Zellstoff, Holzschliff, –Schnittholzhandel, Handel mit sonstigen Holzhalbwaren |
| Fertigwaren | Konstruktionsholz, Bauelemente, Innenausbau, Möbel und Einrichtung, Transportmaterial, Industrieverwendungen, Papierprodukte         |

### Holzindustrie
Der Begriff Holzindustrie beschreibt alle Unternehmen, die sich mit der Be- und Verarbeitung, oder mit der Veredelung und Verwertung des Rohstoffes Holz beschäftigen. Zu den Wirtschaftszweigen der Holzindustrie gehören die Sägeindustrie, die Holzwerkstoffindustrie, die Furnierindustrie und die Zellstoff- und Papierindustrie. Die hergestellten Halb- und Fertigwaren in den einzelnen Branchen werden wiederum in anderen Wirtschaftszweigen genutzt.

### Holzhandwerk
In der Holzwirtschaft sind zahlreiche Berufsfelder vertreten. Dazu gehören neben traditionellen Ausbildungen wie Tischler/Schreiner, Zimmermann oder Kunsthandwerksberufen wie Drechsler oder Holzspielzeugmacher und Nischenhandwerken wie Bootsbauer oder Küfer auch viele generell in der Industrie gefragte Berufe. Das Holzhandwerk hat überall dort Tradition, wo Holz als einheimischer Rohstoff vorhanden ist.

## Bedeutung der Holzwirtschaft

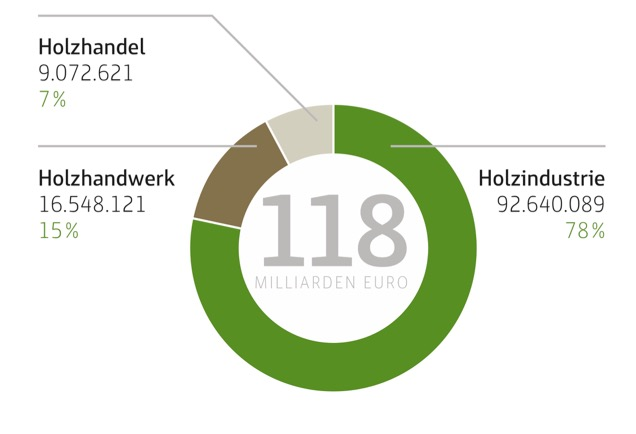
Umsatz der deutschen Holzwirtschaft im Jahr 2014

### Wirtschaftliche Bedeutung

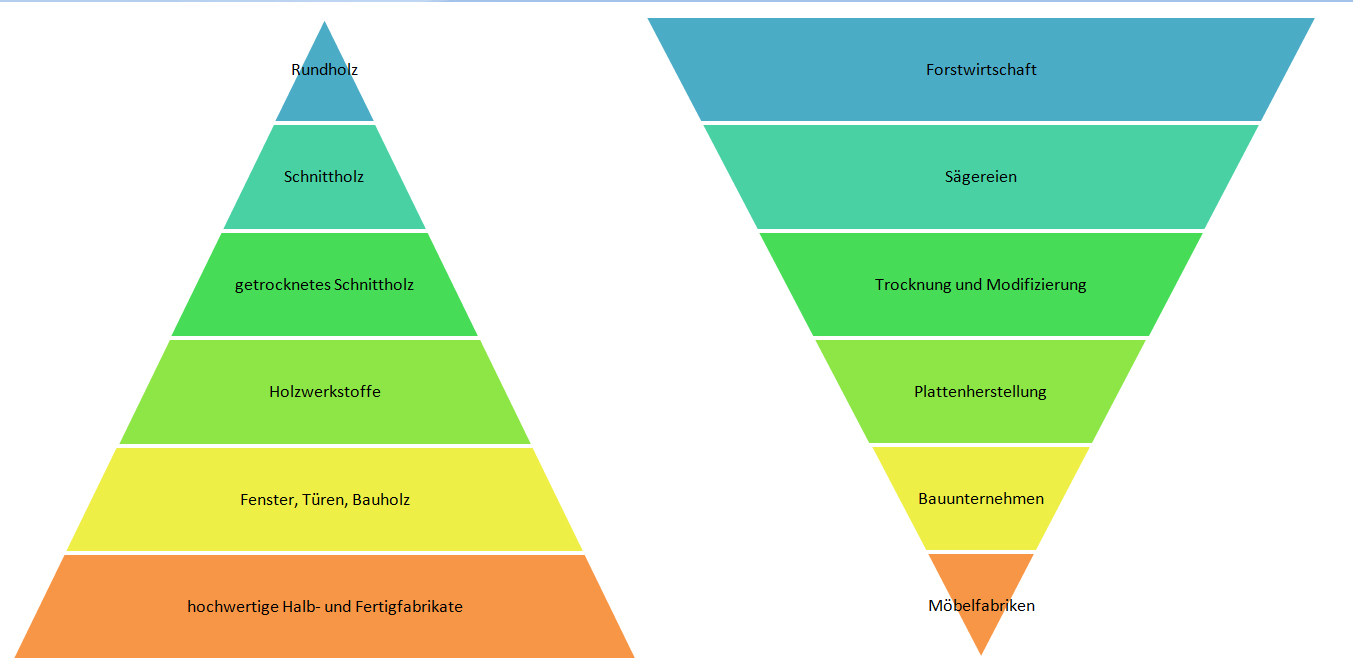
Beziehung zwischen Verarbeitungstiefe und Wertschöpfung

Der Beitrag der Holzwirtschaft zur Volkswirtschaft eines Landes wird üblicherweise in Prozent des Bruttoinlandproduktes angegeben. Je höher der Anteil, desto größer die wirtschaftliche Bedeutung. Ein großer Waldanteil bedeutet aber nicht zwingend, dass die Holzwirtschaft volkswirtschaftlich eine wichtige Rolle spielt, da dies von den anderen Wirtschaftssektoren des Landes abhängt. So ist global gesehen der Beitrag der Holzwirtschaft am BIP gesunken, da andere Wirtschaftssektoren schneller gewachsen sind. Die Wertschöpfung nimmt mit zunehmender Verarbeitungstiefe zu. Wird in einem Land nur Rundholz produziert und keine Weiterverarbeitung betrieben, kann das gesamte Wertschöpfungspotential nicht ausgenutzt werden.

### Nachhaltige Holznutzung
Der Begriff Nachhaltigkeit findet eine erstmalige Verwendung in der deutschen Sprache in der in Schrift Silvicultura oeconomica, die 1713 durch Hans Carl von Carlowitz verfasst wurde. Im forstwirtschaftlichen Sinne bedeutet Nachhaltigkeit ein langfristig angelegter verantwortungsbewusster Umgang mit Ressourcen oder dass nicht mehr Holz gefällt werden darf, als jeweils nachwachsen kann. Die Weltkommission für Umwelt und Entwicklung definierte 1987 im Brundtland-Bericht das Konzept der Nachhaltigkeit als Vorgehensweise, die allen heute lebenden Menschen erlaubt, ihre Bedürfnisse zu befriedigen, ohne damit die Chancen kommender Generationen zu gefährden.
Im Bezug auf die Holznutzung bedeutet Nachhaltigkeit, dass die Versorgung mit dem Rohstoff Holz durch eine langfristig geplante Bewirtschaftung der Wälder sichergestellt werden soll und die Verwertung des Rohstoffs so geplant wird, dass der Rohstoff auch zukünftigen Generationen zur Verfügung steht.
Für die Minimierung der Folgen des Klimawandels nimmt Holz als Baumaterial eine wichtige Rolle ein. Nachhaltig genutzte Wirtschaftswälder, in denen ebenso viel Holz entnommen wird, wie nachwächst, sind natürliche CO2-Speicher, da der Baum den der Atmosphäre entzogenen Kohlenstoff im Holz einlagert. Der Rohstoff Holz könnte daher bei langfristiger Verwendung, insbesondere durch eine Kaskadennutzung, einen Beitrag zu einer nachhaltigeren Gesellschaft leisten. Real wird Stammholz allerdings energieintensiv global gehandelt. Beispielsweise sind Transporte mitteleuropäischer Baumarten wie Buche oder Esche nach China bzw. Vietnam Teil des globalen Handelsgeschehens. Gleichzeitig sind die Holzproduktlebenszeiten weltweit insgesamt viel zu kurz, um die Speichermöglichkeiten des Holzes auszuschöpfen. Auch die Verbrennung von Holz als Energieträger, beispielsweise beim Co-Firing, ist oftmals nicht mit einer nachhaltigen Ressourcennutzung vereinbar. In vielen Fällen wäre es daher aus Sicht der Kohlenstoffspeicherung effektiver, das Holz im Wald als Totholz zu belassen. Die politische Steuerung fokussiert allerdings eher einen stärkeren Einschlag bestehender Holzvorräte, ohne dabei die Regionalisierung des Holzhandels, die Verlängerung der Produktlebenszyklen oder die ineffiziente Verbrennung von Holz zu adressieren.
Das weltweite Ziel der nachhaltigen Holznutzung ist insbesondere durch unterschiedliche menschliche Aktivitäten in den Regen- und Urwäldern gefährdet. Zu den Gründen für die Gefährdung der tropischen Regenwälder gehört, neben dem legalen und illegalen Holzschlag, auch die Rodung mit gelegten Waldbränden für landwirtschaftliche Zwecke. Weltweit gesehen werden circa 56 % der gesamten Rohholzproduktion als Brennholz verwendet, was vor allem in Schwellen- und Entwicklungsländern zu einer Übernutzung oder Zerstörung von Waldflächen führt. In einigen Entwicklungsländern werden sogar bis zu 80 % des Holzertrages als Brennholz genutzt. Vor allem in Schwellen- und Entwicklungsländern wird daher oft keine nachhaltige Holznutzung betrieben. Gründe dafür sind schlechte politische und wirtschaftliche Rahmenbedingungen, fehlendes Wissen, Korruption, die steigende Weltbevölkerung und die Armut.
Maßnahmen zur Erhaltung der Regen- und Urwälder sind die Errichtung und Erhalt von Schutzgebieten, wobei diese oft durch die politische und wirtschaftliche Instabilität gefährdet werden, die nachhaltige Waldbewirtschaftung und die Einführung von Zertifikaten und Labels für nachhaltige Waldbewirtschaftung. Zu den wichtigsten Zertifikaten und Labels gehören folgende Organisationen:
| Abkürzung | komplette Bezeichnung                                                               | Beschreibung |
| --------- | ----------------------------------------------------------------------------------- | --- |
| FSC       | Forest Stewardship Council                                                          | Der FSC wurde im Jahre 1993 von Umweltgruppen, sozial verpflichteten Organisationen und Vertretern der Industrie gegründet. Der FSC ist eine Akkreditierungsorganisation für Zertifizierungs- und Inspektionsgesellschaften. Im weiteren Sinne umfasst die Zertifizierung von Holzprodukten nach dem FSC auch die Produktkette. |
| PEFC      | Programme for the Endorsement of Forest Certification Schemes                       | PEFC ist ein internationales Waldzertifizierungssystem, das zum Ziel hat den heimischen, nachhaltig erzeugten Rohstoff Holz durch eine naturnahe Waldbewirtschaftung zu fördern. |
| ITTA      | International Tropical Timber Agreement                                             | Das Internationale Tropenholz-Übereinkommen ist ein internationales Umwelt- und Handelsabkommen und eine staatliche Organisation mit dem Ziel, einen nachhaltigen zwischenstaatlichen Handel mit Tropenholz zu gewährleisten.                                                                                                   |
| CITES     | Convention on International Trade in Endangered Species of Wild Fauna and Flora     | CITES ist ein Abkommen und eine internationale Organisation, die zum Ziel hat, internationalen Handel mit Wildtieren und Pflanzen so weit zu kontrollieren, dass das Überleben von wildlebenden Tier- und Pflanzenarten nicht gefährdet wird.                                                                                   |
| EFI       | European Forest Institute                                                           | Das EFI ist eine internationale Organisation europäischer Staaten Die Hauptzielsetzung besteht in der Forschung zur Forstpolitik einschließlich der unterschiedlichen Aspekte, die bei der Gestaltung von Forstpolitik in Betracht gezogen werden müssen.                                                                       |
| FLEGT     | Forest Law Enforcement, Governance and Trade                                        | Der Aktionsplan FLEGT wurde von der EU-Kommission 2003 verabschiedet und verfolgt das Ziel, die Einfuhr von illegal geschlagenem Holz in die EU zu verhindern und so zur Bekämpfung des illegalen Holzeinschlags und einer nachhaltigeren Forstwirtschaft in den Holz exportierenden Ländern beizutragen.                       |
| ATFS      | American Tree Farm System                                                           | Das ATFS ist das größte Zertifizierungssystem in Amerika. Der ATFS Standard für Zertifizierungen gehört der American Forest Foundation, einer nationalen Non-Profit-Organisation. |
| CSA (SFM) | The Canadian Standards Association Group Sustainable Forest Management System (SFM) | Der CSA (SFM) ist Kanadas offizielle nationale Norm für nachhaltige Waldbewirtschaftung. |
| SFI       | Sustainable Forestry Initiative                                                     | Die SFI ist eine nordamerikanische Non-Profit-Organisation. Das SFI-Programm zertifiziert nur Gliedstaaten in den Vereinigten Staaten und Kanada. Die Programmteilnehmer müssen alle geltenden Gesetze einhalten. |

### Kaskadennutzung
Unter dem Begriff Kaskadennutzung wird die Mehrfachverwendung eines Rohstoffes über mehrere Stufen hinweg verstanden. Holz sollte, wenn möglich, in einem ersten Schritt stofflich genutzt werden. Dies hat den entscheidenden Vorteil, dass die CO2-Einsparung zweifach wirksam wird: Durch die Verwendung von Holzprodukten werden CO2-Emissionen aus anderen Rohstoffen vermieden. Zudem können durch eine Zweitnutzung von Abfall- und Altholz als Energiequelle zusätzliche Emissionen aus fossilen Energieträgern verhindert werden.

## Rohstoffe und Produkte der Holzwirtschaft

### Rohstoffe
Die Ausgangsstoffe der Holzwirtschaft können in folgende Kategorien eingeteilt werden:
| Rundholz             | gefällte, entwipfelte und/oder entastete Bäume sowie Baumteile in runder und (in Längsrichtung) ungeteilter Form. |
| Stammholz            | Rundholzsortiment, das für eine stoffliche Nutzung insbesondere in der Säge- oder Furnierindustrie vorgesehen ist. |
| Massivholz/Vollholz  | Als Vollholz oder Massivholz werden Holzerzeugnisse bezeichnet, deren Querschnitte aus einem Baumstamm herausgearbeitet und eventuell spanabhebend weiterverarbeitet wurden. Das Gefüge des Holzes wird nicht mechanisch oder mechanisch-chemisch verändert. |
| Schnittholz          | Schnittholz ist ein Holzerzeugnis, das durch Sägen von Rundholz parallel zur Stammachse hergestellt wird. Es kann scharfkantig sein oder Baumkanten aufweisen. |
| Bauholz              | Bauholz ist Holz, das als Baustoff zur Errichtung von Gebäuden und anderen Bauwerken verwendet wird. Je nach Form und Verarbeitungsgrad wird zwischen verschiedenen Bauholzprodukten unterschieden, die in die Kategorien Vollholz, Brettschichtholz und Holzwerkstoff eingeordnet werden. Verschiedene Normen definieren Qualitätsansprüche und Eigenschaften, welche die Bauholzprodukte, je nach Verwendung, erfüllen müssen. |
| Brettschichtholz BSH | Unter Brettschichtholz versteht man aus mindestens drei Brettlagen und in gleicher Faserrichtung verleimte Hölzer. Sie werden vorwiegend im Ingenieurholzbau, also bei hoher statischer Beanspruchung, verwendet. |
| Holzwerkstoffe HWST  | Holzwerkstoffe sind Werkstoffe, die durch Zerkleinern von Holz und anschließendes Zusammenfügen der Strukturelemente erzeugt werden. Größe und Form der Holzpartikel entscheiden schließlich über die Art des Holzwerkstoffes und seine Eigenschaften. |
| Industrieholz        | Als Industrieholz wird Rohholz bezeichnet, das nicht als Vollholz oder Schnittholz weiterverarbeitet, sondern in weiterer Verarbeitung mechanisch zerkleinert oder chemisch aufgeschlossen wird zur Produktion von HWST-Platten, Holzwerkstoffen, Zellulose oder Papier. |
| Altholz              | Als Altholz bezeichnet man Holz, das bereits einem Verwendungszweck zugeführt worden. Altholz kann stofflich, zum Beispiel in der Holzwerkstoffindustrie oder thermisch verwertet werden. |
| Altpapier            | Altpapier ist Papierabfall, der in Haushalten oder Gewerbebetrieben gesammelt wird. Es wird zur Herstellung von Recyclingpapier und weiteren Produkten aus Papier wie beispielsweise Kartons verwendet. Ein wichtiger Prozess bei der Verwendung von Altpapier ist die Druckfarbeentfernung (Deinking). |

### Produktgruppen
Die Produkte der Holzwirtschaft sind vielfältig. Sie reichen vom Baumaterial für den Innen- und Außenbau zum Holzhaus, über verschiedenste Gebrauchsgegenstände zum Möbel, über Musikinstrumente bis hin zum Rohstoff für Papier, Pappe, der chemischen Industrie sowie zum Brennholz. Eine Unterscheidungsmöglichkeit der Produkte ist die stoffliche und die energetische Nutzung.
Stoffliche Nutzung
- Halbwaren
- Fertigware
- HWST
- Papier, Karton
- Zellstoff
- Möbel
- Bauholz
- Klangholz
- Furniere

Energetische Nutzung
- Pellets
- Scheitholz
- Brikett
- Bioenergie

## Holzwirtschaft in Deutschland
Der größte Teil der Holzwirtschaft in Deutschland ist mittelständisch und überwiegend handwerklich begründet. Dabei handelt es sich größtenteils um Familienbetriebe, die in ländlichen Regionen angesiedelt sind, wozu Sägewerke, Holzhandel, Möbel-, Verpackungs- und Fertigbauindustrien gehören. Es gibt nur wenige Betriebe, die eine großindustrielle Struktur aufweisen. Diese Großindustrien produzieren hauptsächlich im Bereich der Holzwerkstoffe und der Zellstoff- und Papierindustrie.

### Holzhandel
Das Sortiment des Holzhandels ist vielfältig. Dazu zählen Schnittholz, Hobelware oder Holzwerkstoffplatten sowie Bauelemente wie Decken- und Fassadenverkleidungen oder Türen. Zudem gibt es die Spezialisierung des Handels auf Rohholz und Furniere, der die Sägewerke, Holzwerkstoffindustrie oder die Papierindustrie beliefert. Der Holzhandel erwirtschaftete einen Umsatz von nahezu 13 Mrd. Euro im Jahr 2008.

#### Außenhandel
Der Exportüberschuss nach Werten des gesamten deutschen Außenhandels mit Holz resultiert maßgeblich durch den Saldo der Warenobergruppe der Fertigwaren, wie in der Grafik ersichtlich ist. Der Nettoexport beläuft sich im Jahre 2012 auf rund fünf Millionen Euro. Die positive Handelsbilanz ist vorwiegend auf die Produktgruppe Papierwaren und Druckerzeugnisse zurückzuführen.

### Holzindustrie
Holz ist neben Stein das älteste Werkstoffmaterial der Menschheit. Im Mittelalter und in der Frühen Neuzeit entstanden in Deutschland viele kleinere Holzbetriebe. Seit dem Beginn des Einsatzes von Dampf und Strom im 19. Jahrhundert kann man in Deutschland von einer Holzindustrie sprechen. Gleichzeitig blieben traditionell kleinbetriebliche Handwerksstrukturen erhalten.
Bedingt durch die starke natürliche Bewaldung finden sich in ganz Deutschland Betriebe der Holzindustrie. Traditionell in der Nähe größerer Waldgebiete angesiedelt, haben viele Unternehmen eine kleine bis mittlere Größe und sind oft noch in Familienbesitz.

#### Holztransport

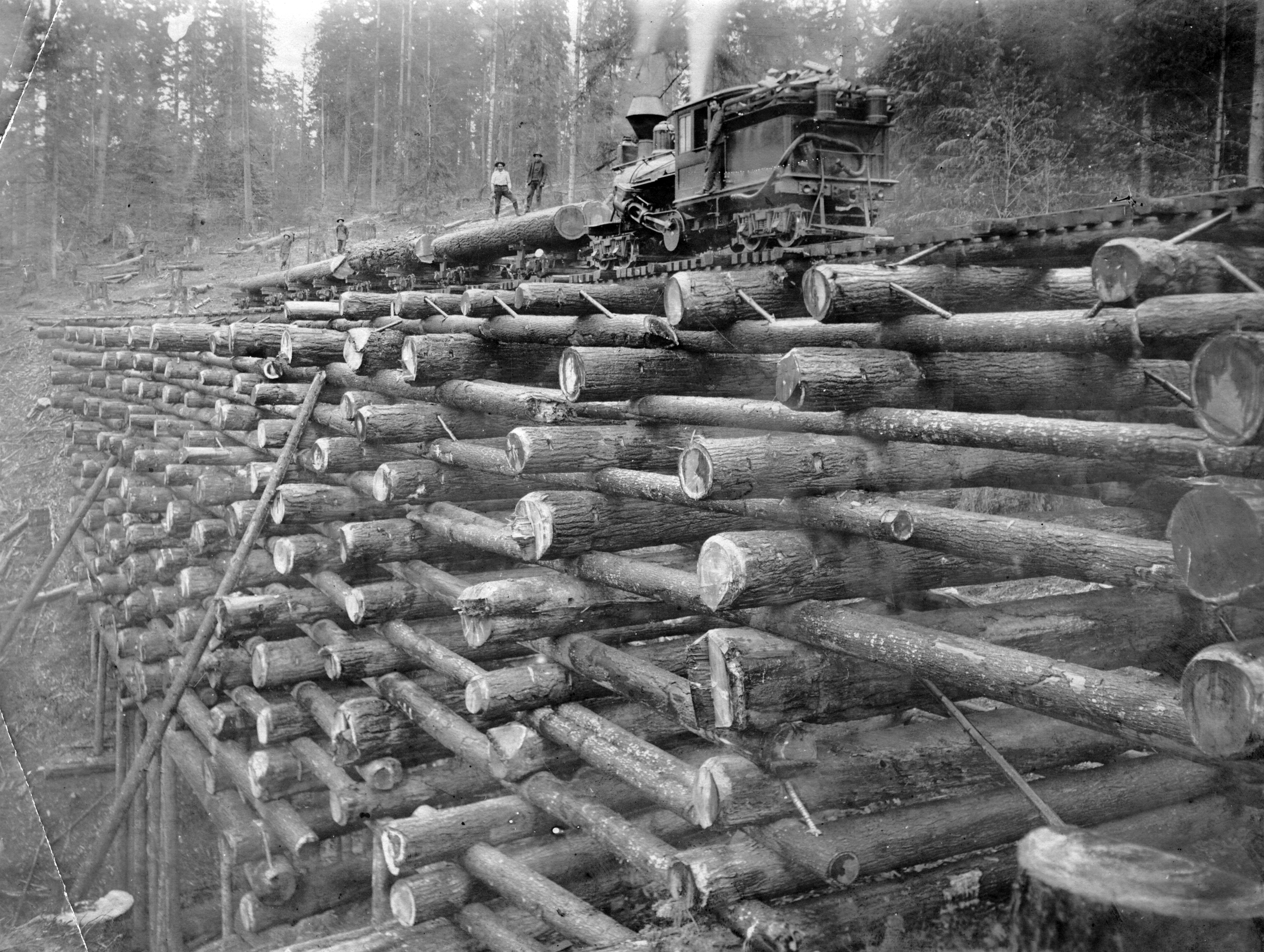
Holztransport in Oregon

Bis zur Mitte des 20. Jahrhunderts war die Flößerei ein gängiges Mittel, sperrige Holzstämme über längere Strecken zu transportieren. Mit dem Aufkommen der Eisenbahn übernahm diese vermehrt die Rundholztransporte. Der aktuelle Anteil der Rundholztransporte mit der Eisenbahn beträgt rund 9 %. Heute wird wegen der flexiblen Einsatzmöglichkeit ein Großteil (rund 90 %) der umfangreicheren Holztransporte mit Hilfe von LKWs durchgeführt. Von diesen wird das im Wald eingeschlagene, in Poltern aufgeschichtete und verkaufte Rundholz zur weiteren Verwendung abgefahren. Der Transport per Schiff spielt mit etwa 1 % nur eine marginale Rolle.

#### Sägeindustrie

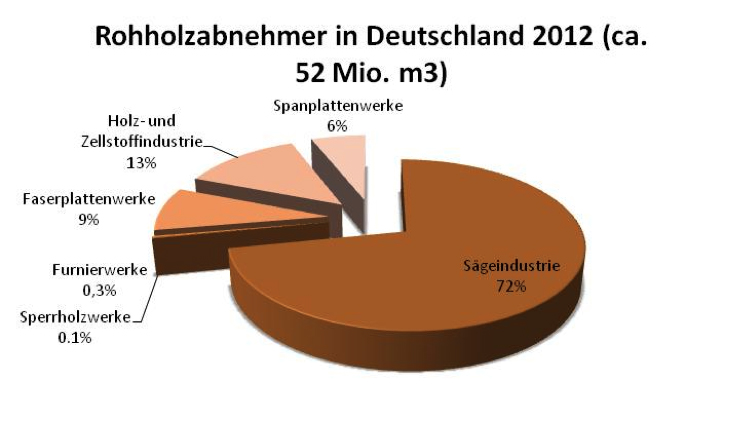
Rohholzabnehmer in Deutschland 2012

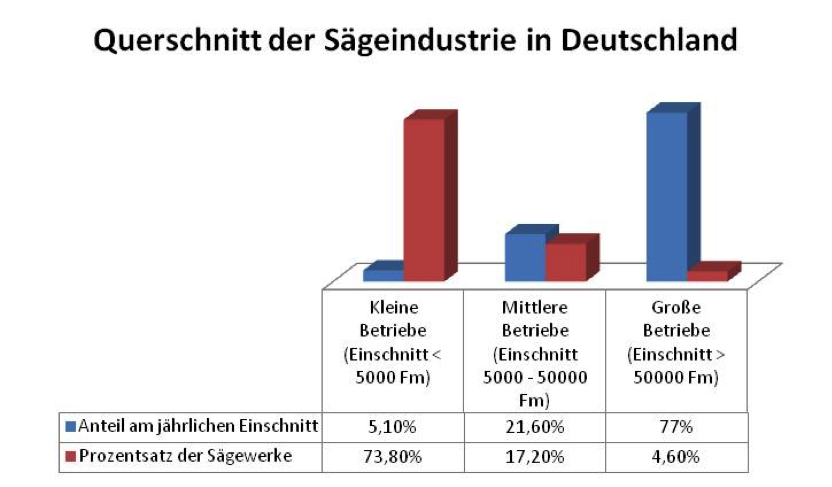
Querschnitt der Sägeindustrie in Deutschland

Die Verarbeitung des im Wald geschlagenen Holzes findet zumeist zuerst im Sägewerk statt, in dem das Rohholz zu Schnittholz verarbeitet wird. Die deutsche Sägeindustrie ist der mit Abstand größte Rohholzabnehmer in Deutschland und damit das wichtigste Bindeglied zwischen Forst- und Holzwirtschaft. Mehr als 37 Mio. Kubikmeter Holz wurden 2012 in den hiesigen Sägewerken eingeschnitten und weiterverarbeitet.
Die Sägeindustrie verteilt sich in Deutschland sehr unterschiedlich. Während gerade im waldreichen Süddeutschland viele kleinere Sägewerke existieren, haben sich in Nord- und Ostdeutschland eher mittel bis sehr große Sägebetriebe angesiedelt. Während kleine Werke eher regionales Holz verarbeiten, lohnt sich für die großen Sägewerke der Einkauf auch über größere Entfernungen bzw. der Import aus dem Ausland.
Knapp drei Viertel der deutschen Sägewerke sind Nadelholzbetriebe. Das heißt, dort werden anteilig zu über 90 % Nadelhölzer eingeschnitten. Nur rund neun Prozent der Sägewerke sind hingegen ausgewiesene Laubholzbetriebe mit vergleichbarer Konzentration. Bei 17 % der Sägewerke handelt es sich um Mischbetriebe. Dort werden beide Holzartengruppen eingeschnitten.

#### Holzwerkstoffindustrie
Die Holzwerkstoffindustrie hat rund 15 000 Beschäftigte und weist einen jährlichen Umsatz von rund 5,6 Milliarden Euro auf. In Deutschland werden pro Jahr etwa 20 Mio. Kubikmeter Holz für die Herstellung von Holzwerkstoffen benötigt.

#### Furnierindustrie
Nur wertvolle Hölzer von guter Qualität werden zu Furnieren verarbeitet. Es dominieren die Laubhölzer Buche und Eiche mit jeweils etwa 30 % Marktanteil. Holzarten wie Birke, Kirsche, Esche und Nadelhölzer bewegen sich im Bereich von fünf bis sieben Prozent. Ahorn weist einen Marktanteil von zehn Prozent auf.

#### Zellstoff- und Papierindustrie
Deutschland ist mit einem Umsatz von über 15 Mrd. Euro und 40 000 Mitarbeiter der größte Papierproduzent Europas. Im weltweiten Vergleich liegt die deutsche Papierindustrie an vierter Stelle. Jährlich werden für die Herstellung von Papier, Pappe und Karton in Deutschland mehr als zehn Millionen Kubikmeter schwache Waldhölzer sowie Sägerohstoffe benötigt. Die Jahresproduktion beträgt knapp 23 Mio. Tonnen. Es werden rund 3000 verschiedene Papiersorten hergestellt.

#### Zimmerer und Holzbaugewerbe
Das deutsche Zimmerer- und Holzbaugewerbe setzte im Jahre 2013 rund 6,3 Milliarden Euro um. Die Anzahl der Beschäftigten wächst stetig wegen der weiterhin wachsenden Bautätigkeit im Bereich Neubau und Sanierung. Gut 80 % der Betriebe haben zwischen einem bis neun Mitarbeiter. Nur ein sehr geringer Anteil von drei Prozent hat mehr als 20 Beschäftigte. Die zukünftige Entwicklung im deutschen Zimmererhandwerk ist sehr davon anhängig, wie sich der Holzbau entwickelt. Der größte Umsatzanteil liegt mit 49 % im Bestandsbau. Im gesamten Wohnungsbau ist die Entwicklung weiterhin steigend.

#### Möbelindustrie und -fertigbau
In Deutschland wurden im Jahr 2013 Möbel in Wert von rund 16,2 Mrd. Euro produziert, was ein Produktionsrückgang von drei Prozent gegenüber dem Vorjahr bedeutet. Der Rückgang ist in nahezu allen Bereichen zu beobachten. Die Exportquote der Möbelindustrie liegt bei rund 35 %. Die wichtigsten Teilsparten der Branche sind Büro- und Ladenmöbel sowie Küchen und Sitzmöbel.

#### Tischler und Schreiner
Der Schwerpunkt der Branche liegt auf dem Innenausbau und dem Möbelbau. In mehr als 42.000 Betrieben werden knapp 185.000 Menschen beschäftigt. Sie erwirtschaften einen Umsatz von mehr als 17 Milliarden Euros jährlich.

#### Energiegewinnung
Im Rahmen der Diskussion zur Frage der erneuerbaren Energien nimmt Holz als nachwachsender Rohstoff eine wichtige Rolle ein. Der mit Abstand wichtigste Bioenergieträger ist in Deutschland das Holz, das in Form von Scheitholz, Hackschnitzel oder Pellets genutzt wird. Der inländische Verbrauch von Holzrohstoffen hat in den vergangenen zwei Jahrzehnten kontinuierlich zugenommen und beträgt derzeit rund 130 Mio. Kubikmeter pro Jahr. Zu den Holzrohstoffen gehören Waldholz, Altholz (Gebrauchtholz), Landschaftspflegematerial, aber auch Industrierestholz, das auch im Waldholz bereits enthalten ist. Insgesamt werden jährlich rund 77 Mio. stofflich und rund 53 Mio. Kubikmeter energetisch genutzt. Im Jahr 2022 wurden aus deutschen Wäldern 13,8 Millionen Kubikmeter Holz für die Energiegewinnung verwendet.

### Holzhandwerk

#### Berufsausbildung
Das Holzhandwerk hat durch die historische Verwendung von Holz eine lange Tradition in Deutschland. In der Holzwirtschaft sind zahlreiche Berufsfelder vertreten. Dazu gehören neben traditionellen Ausbildungen wie Tischler/Schreiner, Zimmermann oder (Kunst-)Handwerksberufen wie Drechsler oder Holzspielzeugmacher und Nischenhandwerken wie Bootsbauer oder Küfer auch viele generell in der Industrie gefragte Berufe. Die Ausbildung folgt i. d. R. dem dualen System von Betrieb und Berufsschule.
- (Bilanz-)Buchhalter
- Baumaschinenführer
- Berufskraftfahrer
- Betriebswirt
- Bürokaufmann
- Chemielaborant
- Chemiker
- Controller
- Disponent
- Elektroinstallateur
- Energie- und Anlagenelektroniker
- Energieanlagenelektroniker
- Feinmechaniker
- Gabelstaplerfahrer
- Handelskaufmann
- Holzbearbeitungsmechaniker
- Holztechniker
- Holzwirt
- Hotelfachmann
- Industrieelektriker
- Industriekaufmann
- Industriemechaniker
- Informatikkaufmann
- Parkettleger
- Papiertechnologe

#### Studium
Klassische Studiengänge der Holzindustrie an Fachhochschulen und Universitäten sind Holzwirtschaft, Holztechnik, Holzbau und Ausbau. Gesucht werden aber auch Verfahrenstechniker, Maschinenbauingenieure, Chemiker, Papieringenieure, Holzwirte und IT-Ingenieure/Informatiker. An zahlreichen Hochschulen werden Diplom- und Vertiefungsstudiengänge zum Holzbau, zur Holzwirtschaft oder zur Holztechnik im Bereich des Bauingenieurwesens oder der Fertigungstechnik angeboten. Unter anderem in Deutschland an folgenden Einrichtungen:
| Bildungsanstalt                                   | Studiengänge                                                         |
| ------------------------------------------------- | -------------------------------------------------------------------- |
| FH Aachen                                         | Holzingenieurwesen                                                   |
| Hochschule für Forstwirtschaft Rottenburg         | Holzwirtschaft                                                       |
| Universität Hamburg                               | Holzwirtschaft                                                       |
| Duale Hochschule Baden-Württemberg Mosbach        | Holzwirtschaft und Holztechnik                                       |
| Hochschule Bielefeld                              | Bauingenieurwesen                                                    |
| Hochschule Hildesheim/Holzminden/Göttingen        | Bau- und Holzingenieurwesen / Holztechnik                            |
| Technische Universität Braunschweig               | Bauingenieurwesen                                                    |
| RWTH Aachen                                       | Holztechnik und Bauingenieurwesen                                    |
| Universität Karlsruhe                             | Bauingenieurwesen                                                    |
| Technische Universität Berlin                     | Bauingenieurwesen                                                    |
| Technische Universität München                    | Bauingenieurwesen                                                    |
| Technische Universität Dresden                    | Holztechnologie und Holzwirtschaft                                   |
| Hochschule Ostwestfalen-Lippe                     | Holztechnik                                                          |
| Hochschule Rosenheim                              | Holzverarbeitung, Holztechnik, Holzbau und Ausbau, Innenausbau       |
| Berufsakademie Dresden                            | Holz- und Holzwerkstofftechnik                                       |
| Leibniz Universität Hannover                      | Bauingenieurwesen                                                    |
| Hochschule Deggendorf                             | Bauingenieurwesen                                                    |
| Hochschule Rhein-Main                             | Holz- und Stahlbau                                                   |
| Hochschule für nachhaltige Entwicklung Eberswalde | Holztechnik                                                          |
| Berufsakademie Melle                              | Holztechnik, Schwerpunkte in der Möbel-, Innenausbau- und Baubranche |
| Holztechnikum Kuchl                               | Holzwirtschaft                                                       |
| Fachhochschule Kuchl                              | Holzbau                                                              |

### Volkswirtschaftliche Bedeutung
In der Holzwirtschaft weist die Statistik für das Jahr 2010 93.451 Unternehmen mit einem Umsatz von 165,4 Mrd. Euro, einer Wertschöpfung von 50,5 Mrd. Euro und 1,04 Mio. Gesamtbeschäftigten aus.
2011 gab es 93.624 Unternehmen der Holzindustrie in Deutschland. Sie erwirtschafteten 173,95 Mrd. Euro Umsatz und beschäftigten 1,042 Mio. Mitarbeiter. Die Abweichungen zur Grafik ergeben sich aus dem zeitlichen Abstand und dem Wegfall der Beschäftigten der Forstwirtschaft.

### Gesamtholzbilanz Deutschland
Mit der Gesamtholzbilanz werden das Gesamtaufkommen und der Gesamtverbrauch an Holz und Produkten auf Basis von Holz, das heißt von sämtlichen holzbasierten Materialien, in Deutschland erfasst. Das Gesamtaufkommen umfasst den inländischen Einschlag, das Inlandsaufkommen von Altpapier und Altholz, die Einfuhr und die Lagerbestandsabgänge.

#### Holzeinschlag
Im Jahre 2012 wurden rund 52,3 Mio. Kubikmeter Holz in Deutschland eingeschlagen. Rund 75 % des Holzeinschlags entfiel auf Nadelholz wie Fichte, Tanne, Douglasie und Lärche und gut 40 % des gesamten Einschlags erfolgte im Privatwald.
Weitere Daten finden sich im Artikel Rohholz.

#### Gesamtaufkommen
In der Grafik ist das Gesamtholzaufkommen in der Zeitreihe der Jahre 1991 bis 2012 in Mio. m³ dargestellt. Das deutsche Gesamtaufkommen hat sich mit Ausnahme der Jahre 2007 (Orkan Kyrill) und 2009 (Höhepunkt der Wirtschaftskrise) auf einem stabilen Niveau eingependelt. Die Einschlaghöhe der deutschen Forstwirtschaft liegt nach der amtlichen Holzeinschlagstatistik regelmäßig mit einem Anteil von etwa 93 % unter der Höhe des Inlandsverbrauchs von Rohholz. Im Jahre 2012 wurden 124,4 Mio. m³ Holz oder Holzprodukte nach Deutschland eingeführt, was einer Reduktion von 4,4 % gegenüber dem Vorjahr entspricht.

#### Gesamtverwendung
In der Grafik wird ersichtlich, dass die Gesamtverwendung stetig zugenommen hat, was maßgeblich auf die Zunahme der Ausfuhr zurückzuführen ist. Der Inlandverbrauch ist weitgehend konstant bei 100 Mio. m³ jährlich.

#### Altholzaufkommen
Im Jahre 2010 betrug das Handelsaufkommen 8,1 Mio. Tonnen, wovon 9 % innerbetrieblich genutzt wurden. Rund ein Fünftel des Altholzes geht an Altholzaufbereiter und gut drei Viertel wird direkt an die Endverwerter verkauft. Der Vertrieb über die Entsorgungsbetriebe an Endverwerter erfolgt vor allem an inländische Abnehmer. Aus dem deutschen Entsorgungssystem gehen 19 % des Altholzes in die Spanplattenindustrie und 78 % in die energetische Verwertung.

#### Altpapieraufkommen
Das Inlandaufkommen von Altpapier hat einen Anteil von 19 % am Gesamtaufkommen und ist mit 44,5 Mio. m³ jährlich weitgehend konstant geblieben.

### Verbände der Holzwirtschaft in Deutschland

#### Dachverbände der deutschen Holzwirtschaft
| Abkürzung | komplette Bezeichnung                    |
| --------- | ---------------------------------------- |
| DHWR      | Deutscher Holzwirtschaftsrat             |
| HDH       | Hauptverband der Deutschen Holzindustrie |

#### Rohholzverbraucher
| Abkürzung | komplette Bezeichnung                                 |
| --------- | ----------------------------------------------------- |
| AGR       | Arbeitsgemeinschaft Rohholz e. V.                     |
| DeSH      | Deutscher Säge- und Holzindustrie Bundesverband e. V. |
| BAV       | Bundesverband der Altholzaufbereiter und -verwerter   |
| VHI       | Verband der Deutschen Holzwerkstoffindustrie          |
| BS Holz   | Brettschichtholz                                      |
| VDP       | Verband Deutscher Papierfabriken                      |

#### Holzindustrie
| Abkürzung                      | komplette Bezeichnung                                                                        |
| ------------------------------ | -------------------------------------------------------------------------------------------- |
| VDM                            | Verband der deutschen Möbelindustrie                                                         |
| VdDP                           | Verband der Deutschen Polstermöbelindustrie                                                  |
| bso                            | Verband Büro-, Sitz- und Objektmöbel                                                         |
| VdDW                           | Verband der Deutschen Wohnmöbelindustrie                                                     |
| AMK                            | Arbeitsgemeinschaft Die Moderne Küche                                                        |
| VdDK                           | Verband der Deutschen Küchenmöbelindustrie                                                   |
| BDF                            | Bundesverband Deutscher Fertigbau                                                            |
| BIEF                           | Bundesverband Innenausbau, Element- und Fertigbau                                            |
| IFN                            | Initiative Furnier + Natur                                                                   |
| HPE                            | Bundesverband Holzpackmittel, Paletten, Exportverpackung                                     |
| vdp                            | Verband der Deutschen Parkettindustrie                                                       |
| VFF                            | Verband Fenster und Fassade                                                                  |
| IPM                            | Initiative Pro Massivholz                                                                    |
| dlv                            | Netzwerk Ladenbau                                                                            |
| Tischler Schreiner Deutschland | Tischler Schreiner Deutschland Bundesinnungsverband                                          |
| Holzbau Deutschland            | Holzbau Deutschland Bund Deutscher Zimmermeister im Zentralverband des Deutschen Baugewerbes |
| Bestattungsbedarf              | Bundesverband Bestattungsbedarf                                                              |
| Holzleimbau                    | Studiengemeinschaft Holzleimbau                                                              |
| Holzpflaster                   | Fachverband Holzpflaster                                                                     |

#### Handel- und Dienstleister
| Abkürzung | komplette Bezeichnung                                                                |
| --------- | ------------------------------------------------------------------------------------ |
| CDH       | Centralvereinigung Deutscher Wirtschaftsverbände für Handelsvermittlung und Vertrieb |
| VDMA      | Verband Deutscher Maschinen- und Anlagenbau                                          |
| GD Holz   | Gesamtverband Deutscher Holzhandel                                                   |